# Péridotite

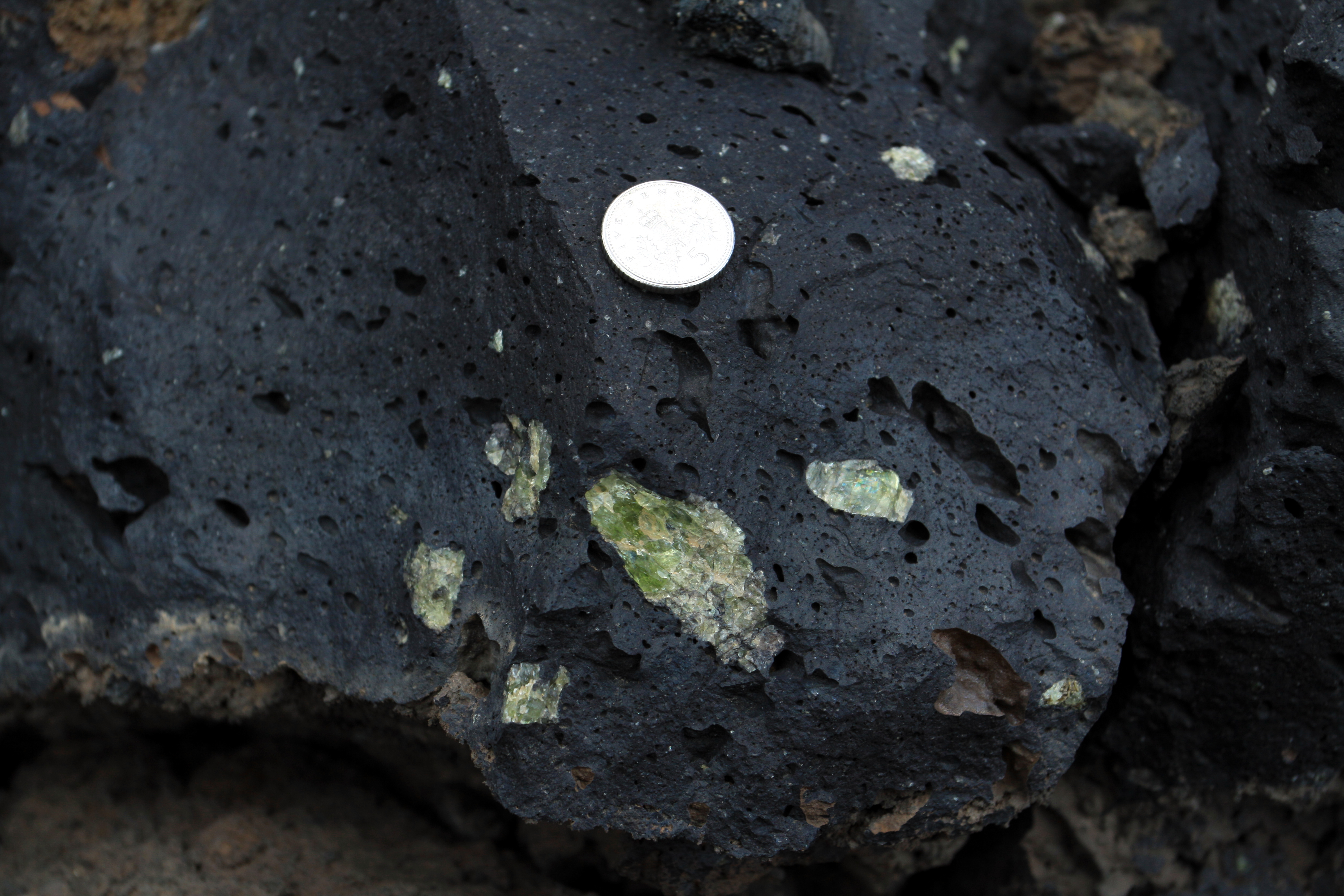
Nodules de péridotite dans une coulée basaltique. Cette lherzolite est constituée d'une majorité d'olivine (de couleur vert olive) mais aussi d'orthopyroxène (brun foncé), de clinopyroxène (vert émeraude) et de spinelle (noir).

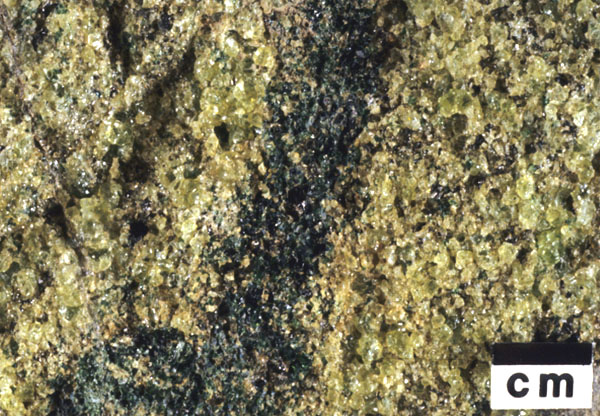
Péridotite provenant de San Carlos, au sud-ouest des États-Unis.

La péridotite est la principale roche du manteau supérieur. Ultramafiques (ou ultrabasiques), de structure grenue, les péridotites sont principalement constituées d'olivine associée à d'autres silicates ferro-magnésiens, essentiellement des pyroxènes. Elles doivent leur nom aux péridots, les cristaux d'olivine qui les constituent majoritairement et leur confèrent souvent une teinte verte ou jaune-verdâtre.
Selon les sources, les péridotites sont classées en tant que roche métamorphique ou bien en tant que roche magmatique.

## Composition

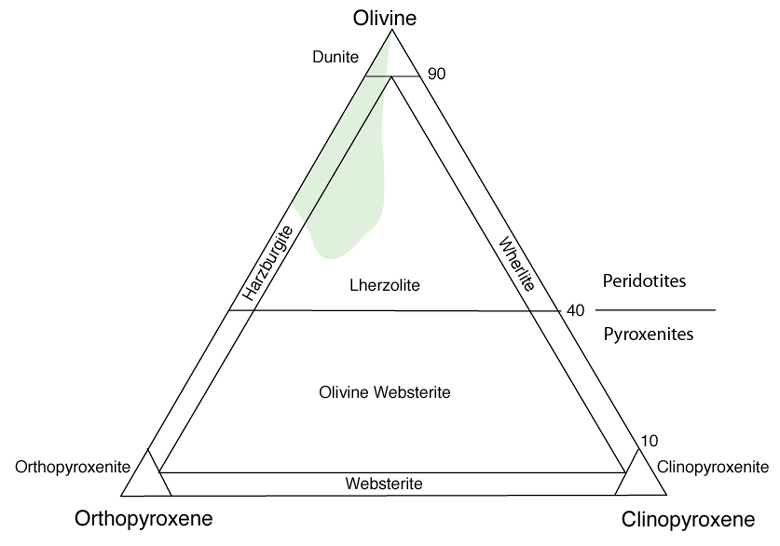
Diagramme de classification des péridotites et des pyroxènites, basée sur les proportions en olivine et en pyroxène. La zone en vert pâle correspond à la composition des péridotites les plus communes de la superficie du manteau terrestre (Bodinier and Godard (2004)).

Les péridotites sont principalement constituées d'olivine et de pyroxènes. Dans de moindres proportions et en fonction des conditions de température, de pression et d'hydratation, elles peuvent également contenir des grenats, des spinelles (chromite), des plagioclases, des amphiboles, des phlogopites.

### Les différents types de péridotite
On distingue différents types de péridotites en fonction de leurs proportions en olivine, orthopyroxènes et clinopyroxènes.
- Dunite : constituée de plus de 90 % d'olivine, typiquement avec un rapport Mg/Fe de 9:1.
- Wehrlite : surtout constituée d'olivine mais aussi de clinopyroxène[3].
- Harzburgite : surtout constituée d'olivine mais aussi d'orthopyroxène, et des composants de type basaltique.
- Lherzolite : surtout constituée d'olivine, d'orthopyroxène (en général, enstatite) et de clinopyroxène ; elle possède aussi une grande proportion de composés de type basaltique (grenats et clinopyroxènes). La fusion partielle de la lherzolite et l'extraction de la partie liquide peut laisser un résidu solide de type harzburgite, riche en olivine et relativement riche en orthopyroxène, mais pauvre en clinopyroxène. Cela est dû au fait que le clinopyroxène fond à plus basse température que l'orthopyroxène ou l'olivine.

En continuant le processus de fusion partielle, on aboutit à une roche constituée quasiment que d'olivine : la dunite (la température a continué à augmenter et l'orthopyroxène a fondu à son tour).

## Métamorphisme
La péridotite peut devenir de la serpentinite, sous l'effet de la chaleur et d'une hydratation, c'est le métamorphisme hydrothermal.

## Gisements
Il existe de vastes gisements dans la région d’Oman, dans les îles de Papouasie-Nouvelle-Guinée et de Nouvelle-Calédonie ainsi que le long des côtes grecques et dans l’ex-Yougoslavie. De petits dépôts sont aussi présents dans l’ouest des États-Unis ainsi que dans de nombreux autres endroits du globe. Des scientifiques étudient des sites au large du Costa Rica, d'Hawaii et de la Basse-Californie. À ces endroits, la couche de sédiments est mince et le manteau terrestre assez froid pour prélever une carotte. Pourtant, le fond marin est à environ 4 000 mètres de la surface, ce qui exige des opérations de forage d'une profondeur exceptionnelle.